# Pernes (Frankrijk)
Pernes is een gemeente in het Franse departement Pas-de-Calais (regio Hauts-de-France). De plaats maakt deel uit van het arrondissement Arras. Pernes telde op 1 januari 2022 1.586 inwoners.

## Geografie
De oppervlakte van Pernes bedroeg op 1 januari 2022 4,58 vierkante kilometer; de bevolkingsdichtheid was toen 346,3 inwoners per km².

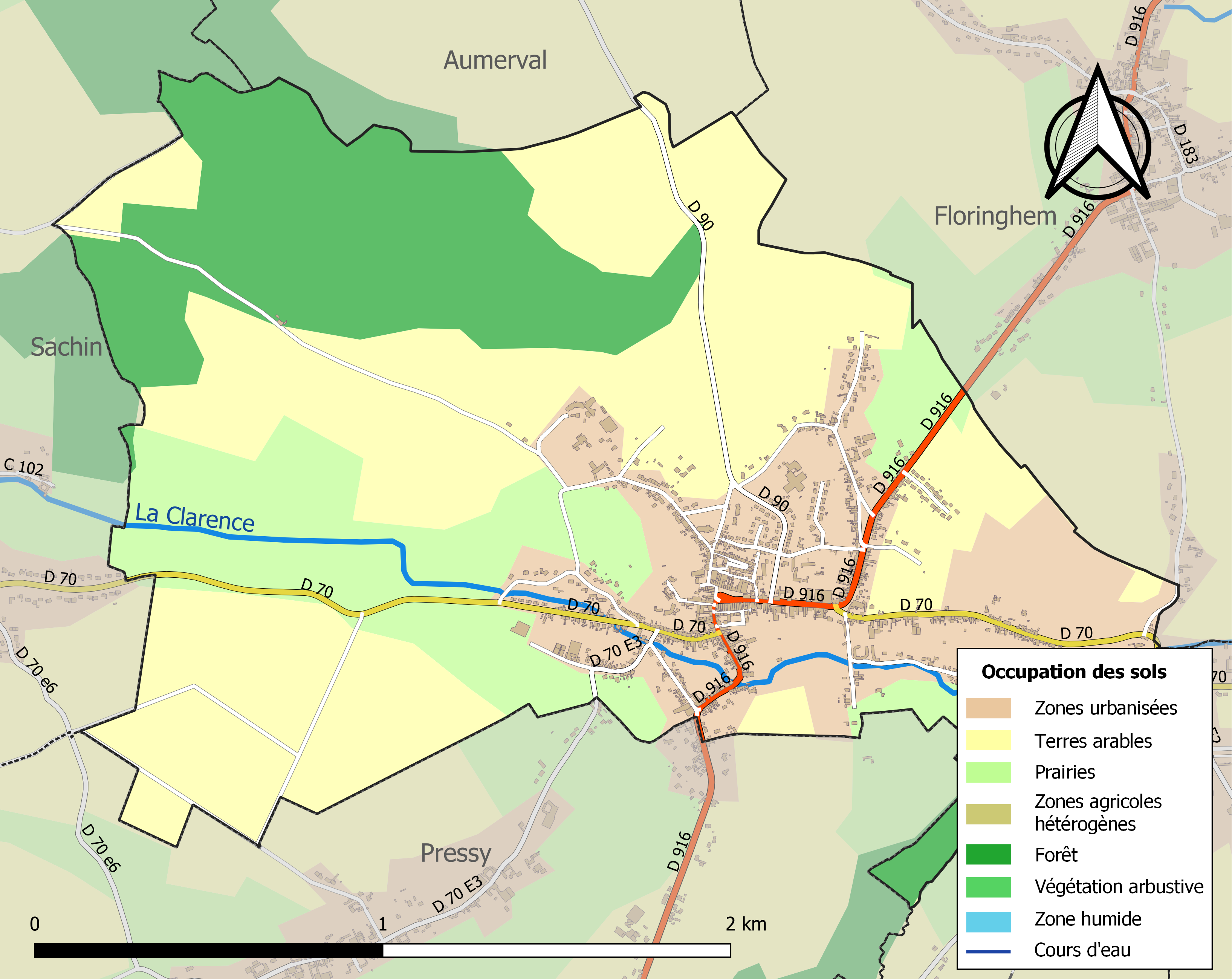
Kaart van de gemeente met belangrijkste infrastructuur, bodemgebruik en omliggende gemeenten

## Demografie
Onderstaande figuur toont het verloop van het inwonertal (bron: INSEE-tellingen).